# Those Gurlz
Those Gurlz è un singolo del rapper statunitense Snoop Dogg, pubblicato nel 2008 ed estratto dall'album Ego Trippin'.

## Tracce
- Download digitale

1. Those Gurlz — 4:00